# Dansk Jagthunde Registrering
Dansk Jagthunde Registrering (DJR) er en hundorganisation for jagthunde, stiftet 1996,

## Formål
Det overordnede mål er at sikre hundenes jagtegenskaber, temperament, sundhed samt stambogsføring. DJR indgår alene overenskomst med jagthundeklubber, såfremt  formålsparagraffen er, at jagtegenskaberne vægtes højere end eksteriøret, fordi udstillinger indgår ikke i konceptet for DJR.
Endvidere udgiver DJR bladet “Hund & Jagt”, der er et gratis online magasin.

## Historie
Dansk Jagthunde Registrering blev stiftet i 1996.
Baggrunden for stiftelsen af DJR var, at Dansk Kennel Klub (DKK) indførte et avlskrav for Spanielklubben og Dansk Retriever Klub, hvor begge forældredyr skulle have mindst en 2. præmie på udstilling for at kunne stambogføres hvalpe efter dem. Eftersom denne bestemmelse ville resultere i, at Retrievere af FT-typen ville blive meget begrænset i antal og avlen på Spaniels af FT-typen ville blive fuldstændig umuligt, da disse racer aldrig ville kunne opnå en 2. præmie på en udstilling. DJR grundlagde derfor den praksis, at to ægte og stambogsførte jagthunde af samme race vil kunne få stamført deres hvalpe.

## Hunderacer i DJR
DJR har p.t. indgået overenskomst med følgende specialklubber for jagthunde:
- Klubben for Field Trial Spaniels
- Retrievernes Jagthundeklub

## References
1. ↑  "Svar til Klubben for FT Spaniels - Avl på racerene jagthunde. Hentet den 1. juni 2014" (PDF). Arkiveret fra originalen (PDF) 5. juni 2014. Hentet 1. juni 2014.
2. 1 2  "Dansk Jagthunde Registrering - Formål. Hentet den 1. juni 2014". Arkiveret fra originalen 14. juli 2014. Hentet 1. juni 2014.
3. ↑  "Blad "Hund & Jagt"". Dansk Jagthunde Registrering. 2014. Arkiveret fra originalen 14. juli 2014. Hentet 2014-05-28.
4. 1 2  "Dansk Jagthunde Registrering - Historie. Hentet den 1.juni 2014" (PDF). Arkiveret fra originalen (PDF) 5. juni 2014. Hentet 1. juni 2014.

## Ekstern henvisning
- Den officielle hjemmeside for Dansk Jagthunde Registrering.